# Cabrio de honor de la vieja guardia

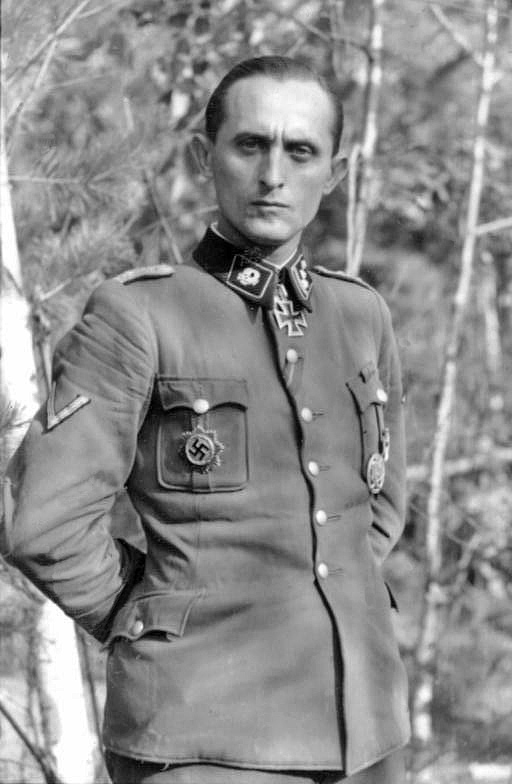
El Obersturmbannführer Max Seela con el cabrio de honor en la manga derecha. También porta la Cruz de Caballero de la Cruz de Hierro y la Cruz Alemana en oro en el bolsillo derecho.

El Cabrio de Honor de la Vieja Guardia (en alemán: Ehrenwinkel für Alte Kämpfer) era una condecoración política otorgada por el Partido Nacionalsocialista en Alemania. Autorizada en febrero de 1934, se trataba de un chevrón plateado que se llevaba bordado en la parte superior de la manga derecha por todos los miembros de las Schutzstaffel que se hubieran unido a las SS, el NSDAP o cualquier otra organización del partido antes del 30 de enero de 1933. Posteriormente se ampliaron los destinatarios a los miembros de las SS que provinieran de la policía o la Wehrmacht si cumplían la condición de pertenencia al partido en el plazo exigido. Coloquialmente se conocía al galardón como Winkelträger ("escuadra" en alemán).

## Destinatarios notables
- Kurt Daluege
- Josef Dietrich
- Richard Glucks
- Amon Göth
- Jakob Grimminger
- Paul Hausser
- Heinrich Himmler
- Reinhard Heydrich
- Friedrich Jeckeln
- Ernst Kaltenbrunner
- Herbert Kappler
- Emil Maurice
- Arthur Nebe
- Oswald Pohl
- Julius Schreck
- Jürgen Stroop
- Karl Wolff
- Karl Hanke
- Josef Mengele